# Diamond DA42 Twin Star

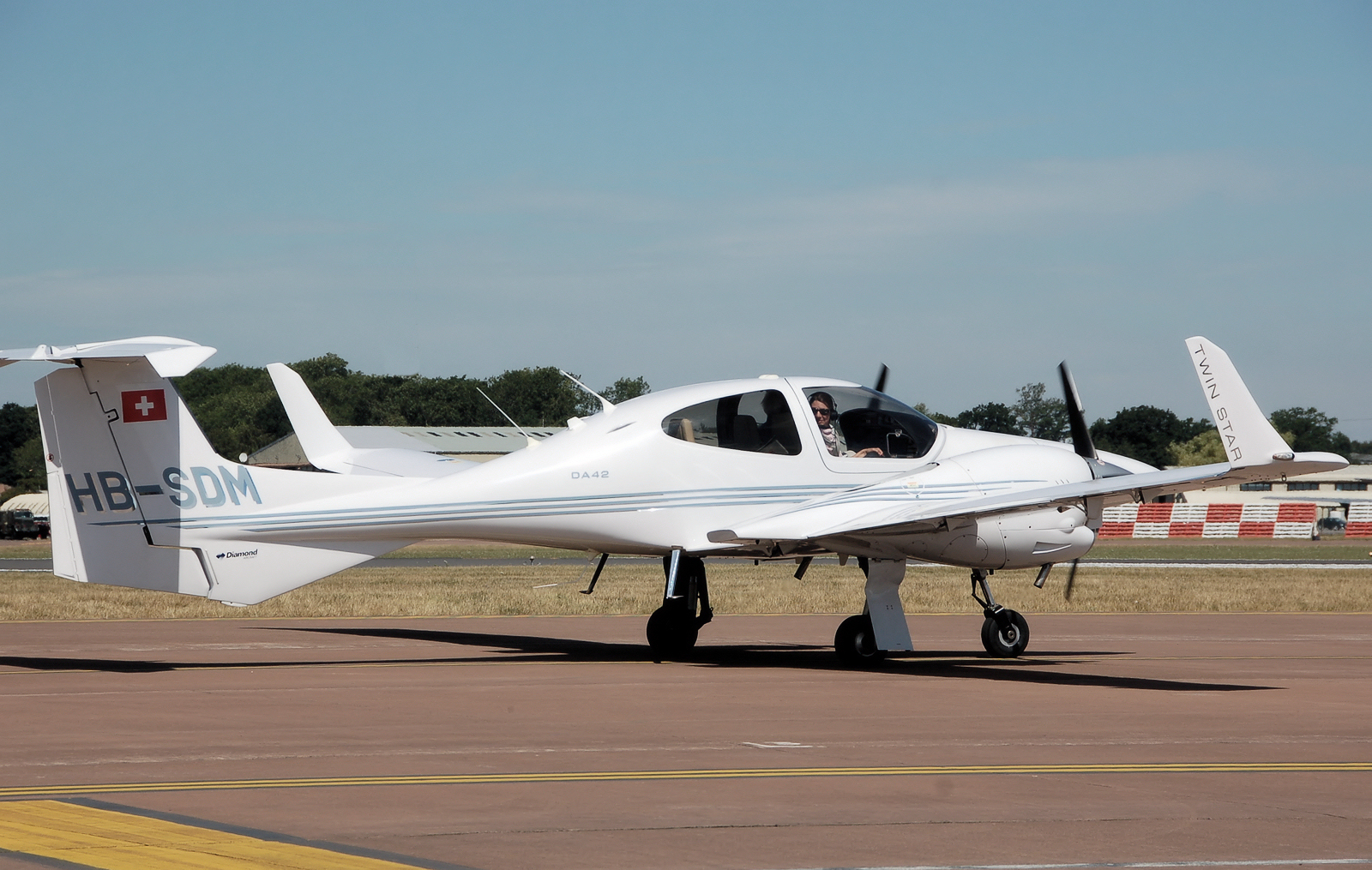
DA42 Twin Star

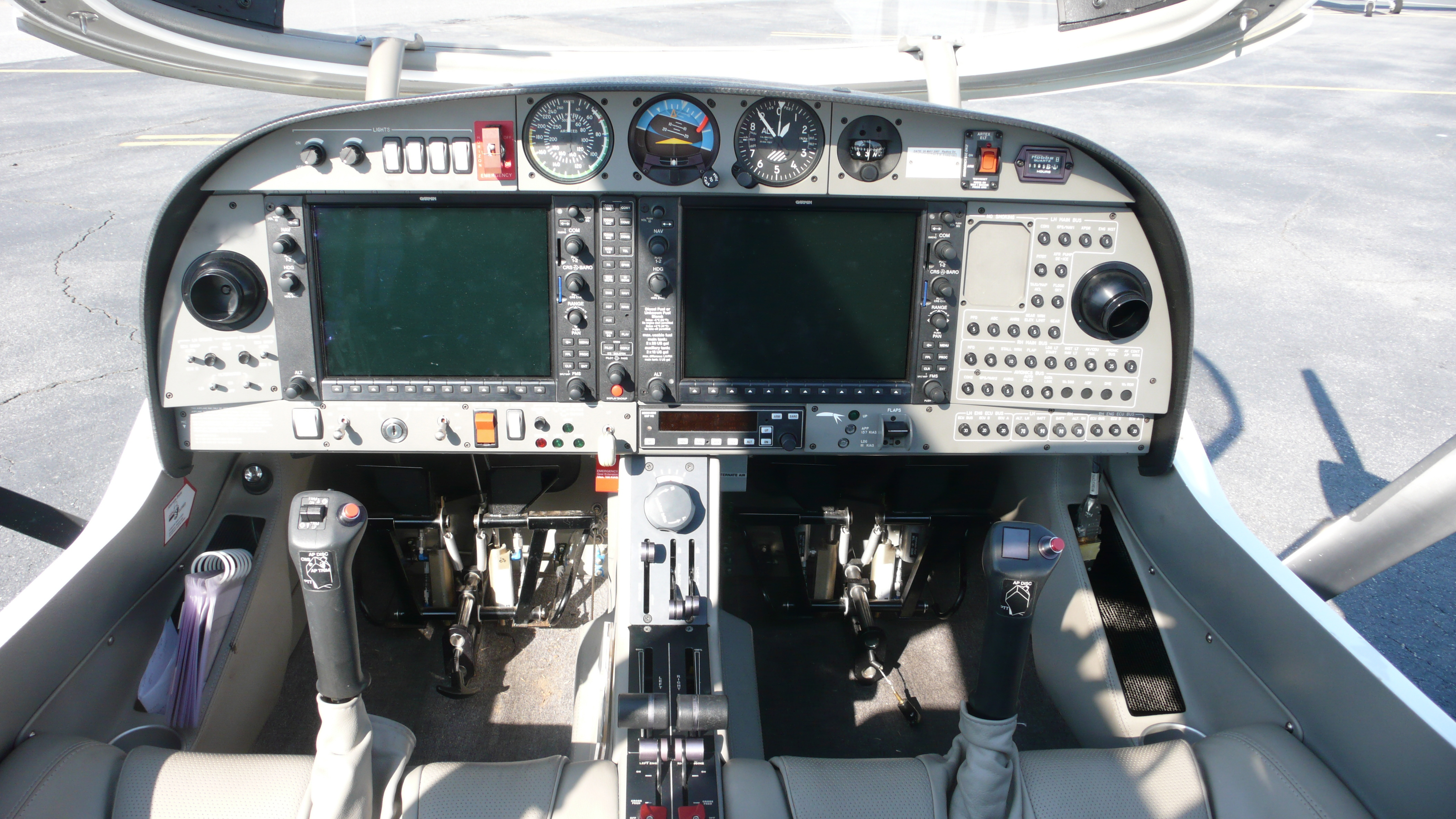
Panel de instrumentos del Diamond DA42 Twin Star mostrando la instalación de su cabina de cristal Garmin G1000

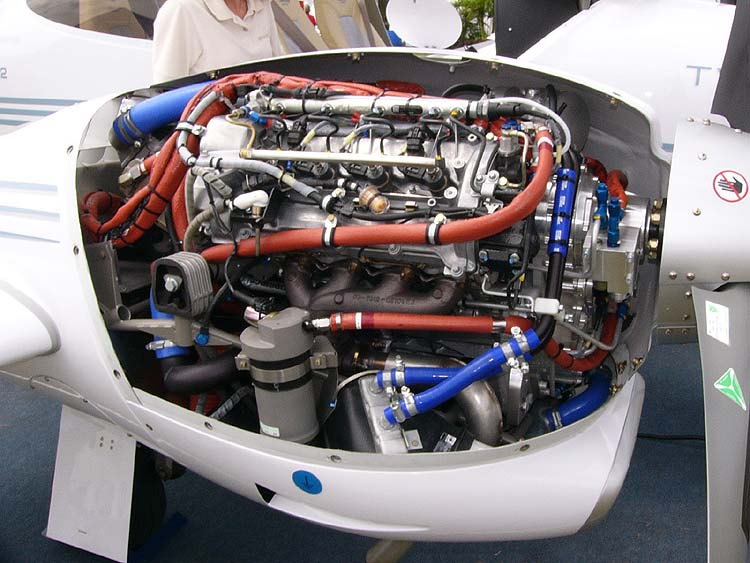
Motor diésel Thielert Centurion de 1,7 L instalado en el Diamond DA42 Twin Star

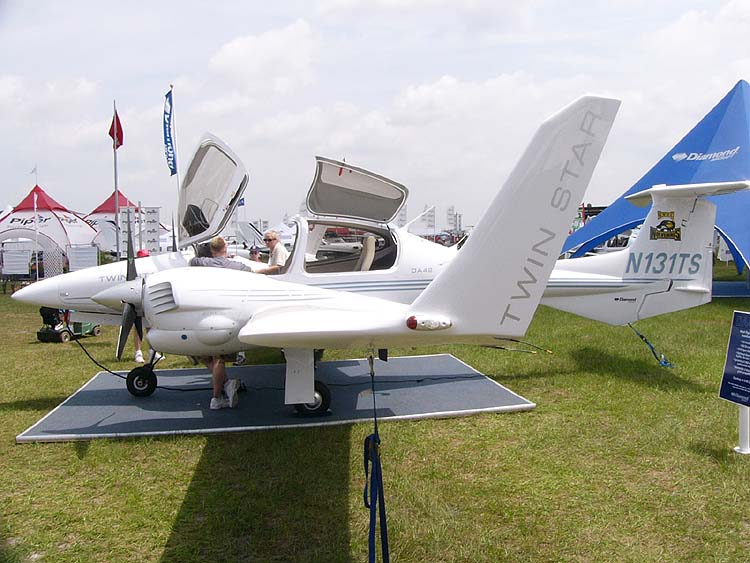
Diamond DA42 Twin Star, con uno de sus winglets en primer plano.

El Diamond DA42 Twin Star es un avión utilitario bimotor propulsado por hélices, de cuatro plazas, fabricado por el constructor aeronáutico austriaco Diamond Aircraft Industries. La mayor parte de su cuerpo está constituida por materiales compuestos.

## Desarrollo
El avión está fabricado en material compuesto con carbono. Está equipado con una cabina de cristal Garmin G1000. El DA42 Twin Star fue el primer avión de alas fijas propulsado con motores diésel en cruzar el Atlántico Norte sin escalas. El vuelo tuvo lugar el 16 de agosto de 2004, tras la presentación que Diamond hiciera del avión en el festival de Oskhosh, y que estuvo a cargo del piloto de pruebas de la firma, Gerard Guillaumaud, encargado de retornar el avión a la fábrica de Wiener Neustadt en Austria, para continuar con la certificación de equipos opcionales. Partió de Londres (Ontario, Canadá) hasta St. John (Newfoundland, Canadá), en un vuelo que duró 7 horas y media, partiendo desde allí con dirección a Oporto, Portugal, realizando el recorrido en un tiempo de 12 horas y media, con un consumo promedio de combustible de 10,87 litros por hora por motor.
En junio de 2010 un DA42 propulsado por motores Austro AE300 se convirtió en el primer avión con motores a pistón volado en público con combustible para jet derivado de algas.
Para marzo de 2012 el DA42 se volvió la mayor fuente de ingresos para Diamond Aircraft. El CEO de la compañía Christian Dries indicó que el mercado objetivo de la compañía había cambiado por la Crisis de 2008 y que dos tercios de las ganancias de la compañía se debían a contratos militares y gubernamentales, principalmente por aviones DA-42 de reconocimiento tripulados y no tripulados.
También en marzo de 2012 Diamond Aircraft anunció que estaban desarrollando una versión del DA42 con fly-by-wire, con el propósito de reducir las cifras de accidentes de los aviones ligeros. Se espera que el sistema eventualmente incluya sistemas de protección del entorno de vuelo, control en turbulencia y capacidad para autoaterrizaje. El sistema también incluiría capacidad de tolerancia de daño y respaldo físico, permitiendo el control de vuelo con controles trabados o inoperantes.
El DA42 Twin Star fue certificado en Europa en 2004 y en Estados Unidos en 2005.

## Plantas motrices
El DA42 "New Generation" está propulsado por un motor turbo diésel Diamond Austro de 3ª generación, y está disponible en forma opcional el motor Lycoming IO-360. El motor Austro de 168 hp (125 kW) reemplazó al Thielert Centurion de 1,7 y 2 litros de desplazamiento. Este motor es conocido por su excelente eficiencia, quemando tan solo 12,12 litros por hora entre crucero y autorización de descenso (loiter), mientras que consume 30,28 litros en potencia máxima continua permitida (92%). También se encuentra disponible una versión con silenciadores montados en la parte superior, que reducen los niveles de ruido por debajo de 59 decibeles a 150 m de altura.
Thielert Aircraft Engines culminó su producción de motores Centurion de 1,7 L (designados como TAE 125-01 Centurion 1.7) en favor del nuevo 2,0 L (TAE 125-02-99).  Diamond comenzó a instalar el nuevo motor de dos litros a comienzos de 2007, sin embargo y a pesar del incremento en el desplazamiento, estaba limitado para que produjera la misma potencia (135 hp) y par motor (409 Nm) del motor con 1,7 L.
A finales de 2007, Diamond anunció que comenzaría a ensamblar e instalar sus propios motores diésel, mediante su subsidiaria, Austro Engine GmbH, y con otros socios que incluían Mercedes Benz Technologies. El uso de motores Thielert en el DA42 se puso en duda luego de que la compañía declarara su insolvencia en abril de 2008. Debido a la insolvencia de Thielert y de las acciones de insolvencia del administrador, incluyendo la cancelación del soporte de garantía y de mantenimiento periódico para la extensión de ciclo de vida de los motores Thielert que propulsaron al DA42, Diamond anunció en julio de 2008 que suspendía la producción del DA42. Para ese momento Diamond afirmaba que el DA42 constituía el 80% del mercado de bimotores en producción.
En marzo de 2009 Diamond consiguió la certificación EASA para el Austro Engine AE 300 y volvió a poner en producción el DA42 como el DA 42 NG (de Next Generation). El nuevo motor eroga una potencia 20% superior mientras que tiene una mejor economía de combustible en comparación a los motores Thieler, resultando en un incremento del peso bruto y del desempeño. El primer DA42 propulsado por AE 300 fue entregado a un comprador en Suecia en abril de 2009, con el primer comprador norteamericano en espera para mediados del 2010; finalmente el DA42 NG con motores Austro Engine recibió el certificado de la FAA el 9 de abril de 2010.

## Variantes

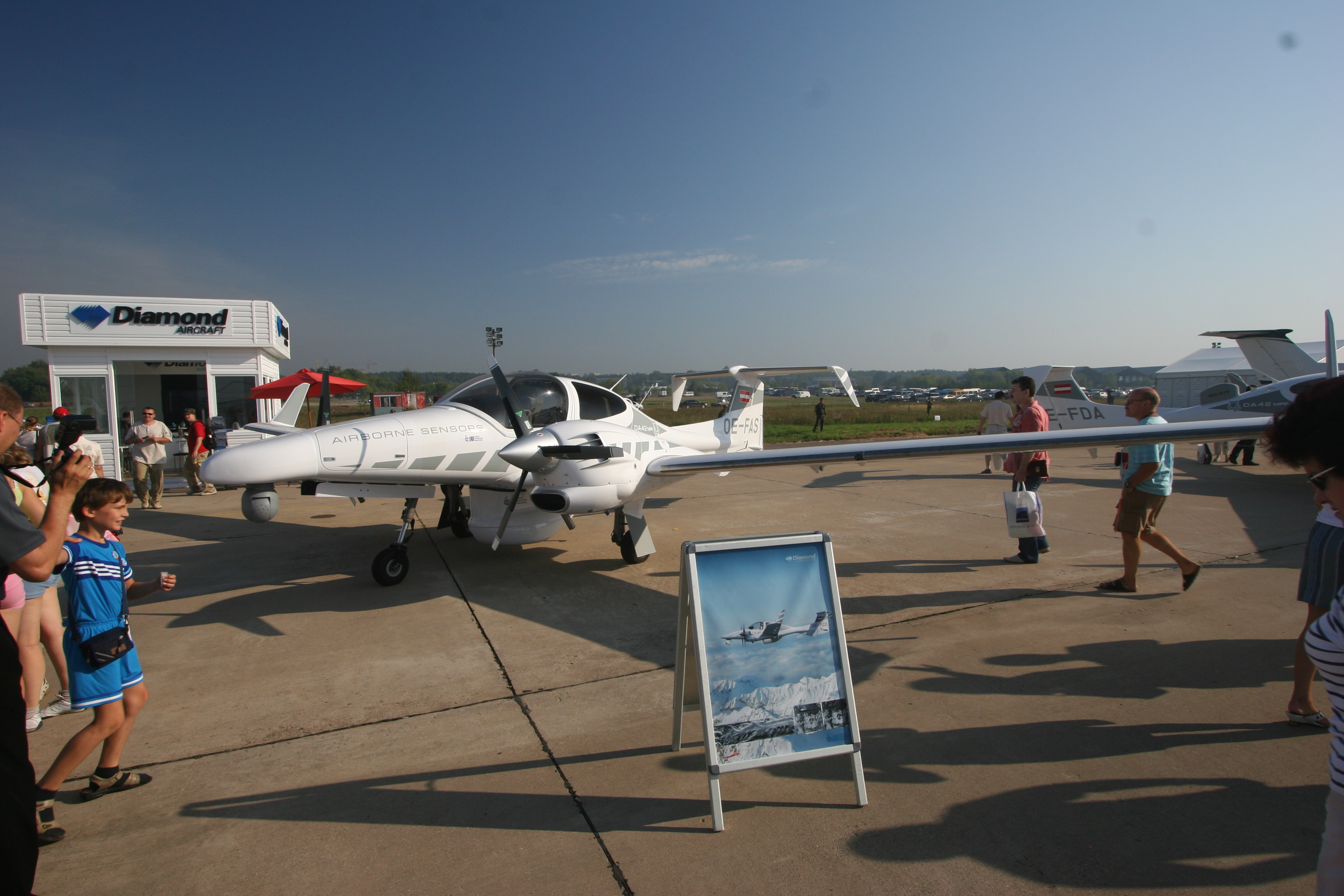
DA42 en el MAKS en Moscú, 2007

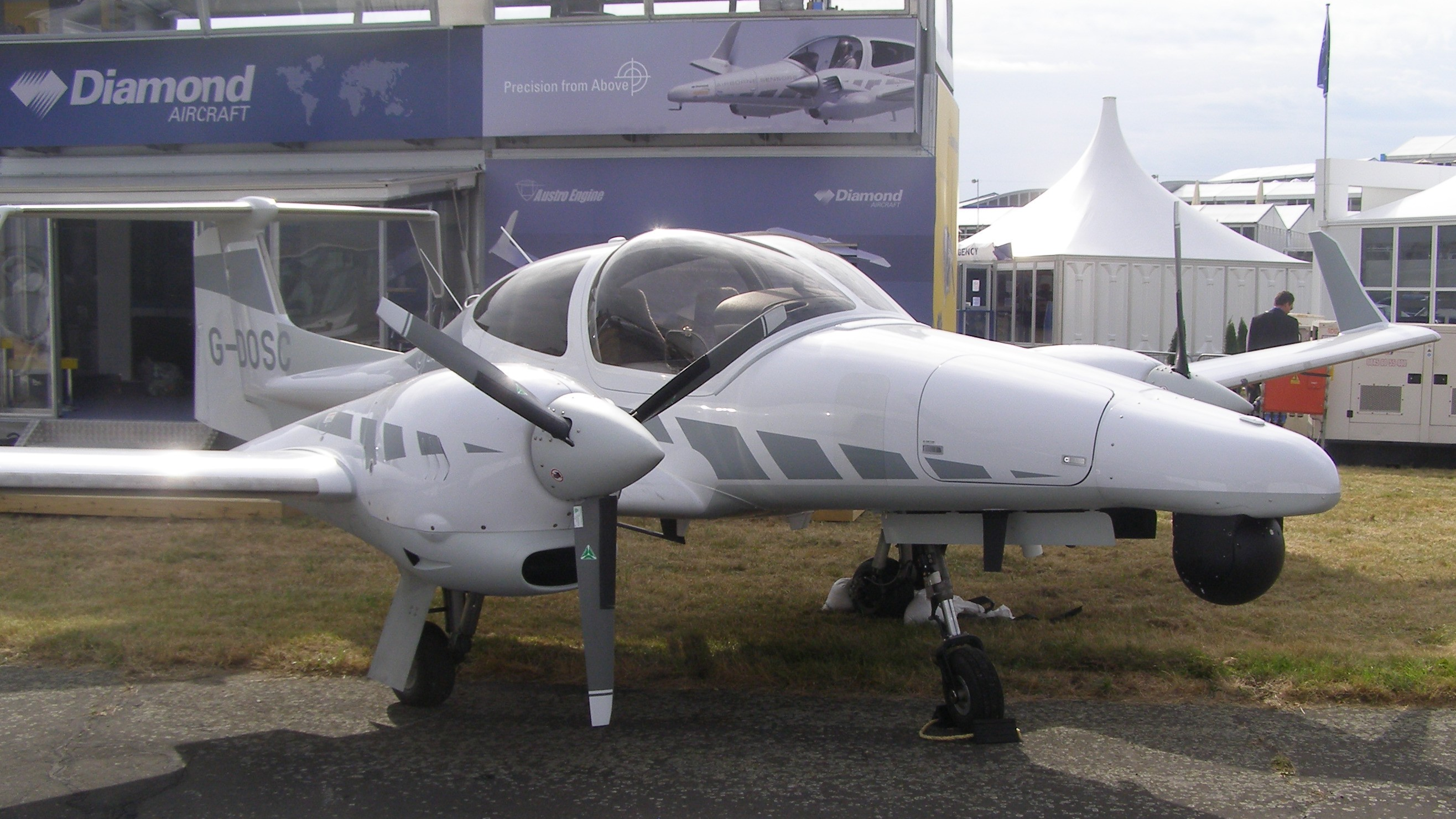
DA-42 MPP en el Festival Aéreo de Farnborough en 2010

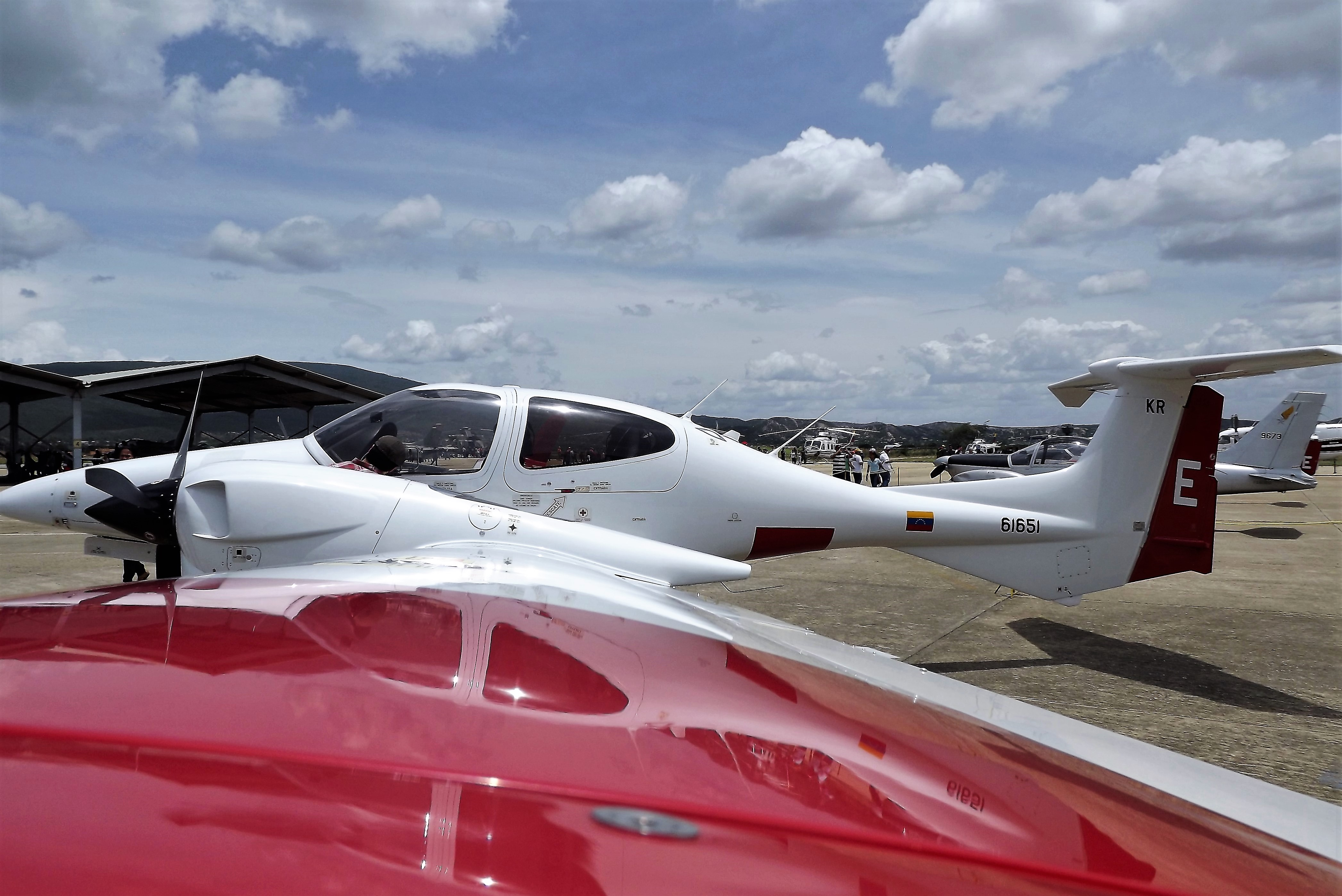
DA-42VI Twin Star del GEA N°18 de la Aviación Militar Bolivariana

DA42
Avión con configuración de producción inicial, construido en Austria y Canadá
DA42 M
Variante de Misiones Especiales fabricada en Austria, modificado a partir de DA42 terminados y en producción.
DA42 L360
Variante equipada con motores Lycoming IO-360 de 180 HP (134 kW), que utiliza combustible 100LL en vez de Jet-A1. Este modelo está dirigido al mercado de entrenamiento en el continente Norteamericano.
DA42 NG
Versión equipada con motores Austro Engine AE 300 de 170 HP (127 kW). Recibió el certificado de la EASA en marzo de 2009 y de la FAA en abril de 2010; certificado por Transport Canada el 16 de abril de 2012
DA42 MPP
Versión diseñada bajo las especificaciones del Ministerio de Defensa del Reino Unido, como una variante equipada con sistemas de vigilancia, convertida por DO Systems. Se encargaron dos unidades en junio de 2008.
Dominator II
Versión del DA42 empleada como vehículo aéreo no tripulado, modificada por Aeronautics Defense Systems Ltd, designada como Aeronautics Defense Dominator y volando por primera vez en julio de 2009. Tiene una capacidad de 28 horas de trabajo con 408kg de carga y velocidad de 140 a 354 km/h con una altitud máxima de 9.140 m.
DA42-VI
Versión mejorada del DA42, introducida en marzo de 2012, que incorpora nuevas hélices y mejoras aerodinámicas en el empenaje y el carenado de los motores, que se traduce en un incremento de la velocidad de crucero.

## Usuarios

### Usuarios civiles
El DA42 se utiliza mayoritariamente por parte de escuelas de vuelo y empresas de trabajos de vigilancia y cartografía aérea.
 Venezuela
- Servicio de Búsqueda y Salvamento de Venezuela - 6 DA-42 MPP de búsqueda.

### Usuarios militares
Argentina
- Ejército Argentino - 3 DA-42M recibidos en enero de 2016.[33]

 México
- Armada de México 5 DA-42MPP unidades entregadas
- Guardia Nacional 1 DA-42MPP de vigilancia aérea

 Ghana
- Fuerza Aérea de Ghana  - 2 DA42M para vigilancia aérea y 1 DA42 de entrenamiento.[34]

 Níger
- Fuerza Aérea de Níger - 2 DA42M de vigilancia aérea.[35]

 Reino Unido
- Real Fuerza Aérea británica - 2 DA-42MPP para tareas de vigilancia.[29][36][37]

 Suiza
- Ejército Suizo - 1 unidad entregada a finales de 2012.[38]

 Tailandia
- Real Fuerza Aérea Tailandesa - 6 para entrenamiento.[39]

 Turkmenistán
Turkmenistán
 Ucrania
- Policía fronteriza de Ucrania - opera 3 aeronaves DA42 para tareas de vigilancia fronteriza. Una de sus aeronaves se perdió en un accidente aéreo en 2012 en Zakarpattia.[41]

 Venezuela
- Aviación Militar Bolivariana - 6 DA-42VI recibidos para tareas de entrenamiento.[42]

## Especificaciones

### Características generales
- Tripulación: 1
- Capacidad: 3 pasajeros
- Longitud: 8,6 m (28,1 ft)
- Envergadura: 13,4 m (44 ft)
- Altura: 2,5 m (8,2 ft)
- Superficie alar: 16,3 m² (175,3 ft²)
- Peso vacío: 1251 kg (2757,2 lb)
- Peso cargado: 1700 kg (3746,8 lb)
- Planta motriz: 2×  Austro Engine AE 300.
  - Potencia: 125 kW (172 HP; 170 CV) cada uno.

### Rendimiento
- Velocidad máxima operativa (Vno): 356 km/h (221 MPH; 192 kt)
- Velocidad crucero (Vc): 280 km/h
- Alcance: 1693 km (914 nmi; 1052 mi)
- Techo de vuelo: 5486 m (17 999 ft)
- Régimen de ascenso: 6,5 m/s (1280 ft/min)

### Aeronaves similares
- Piper Seminole
- Beechcraft Duchess